# Yamaguchi Hotaru
Yamaguchi Hotaru (sinh ngày 6 tháng 10 năm 1990) là một cầu thủ bóng đá người Nhật Bản.

## Đội tuyển bóng đá quốc gia Nhật Bản
Yamaguchi Hotaru thi đấu cho đội tuyển bóng đá quốc gia Nhật Bản từ năm 2013.

## Thống kê sự nghiệp
| Đội tuyển bóng đá Nhật Bản | Đội tuyển bóng đá Nhật Bản | Đội tuyển bóng đá Nhật Bản |
| Năm                        | Trận                       | Bàn                        |
| -------------------------- | -------------------------- | -------------------------- |
| 2013                       | 8                          | 0                          |
| 2014                       | 7                          | 0                          |
| 2015                       | 9                          | 1                          |
| 2016                       | 6                          | 1                          |
| 2017                       | 8                          | 0                          |
| 2018                       | 7                          | 0                          |
| 2019                       | 3                          | 1                          |
| Tổng cộng                  | 48                         | 3                          |